# Sazak, Taşkent
Sazak là một xã thuộc huyện Taşkent, tỉnh Konya, Thổ Nhĩ Kỳ. Dân số thời điểm năm 2011 là 45 người.